# Chất béo

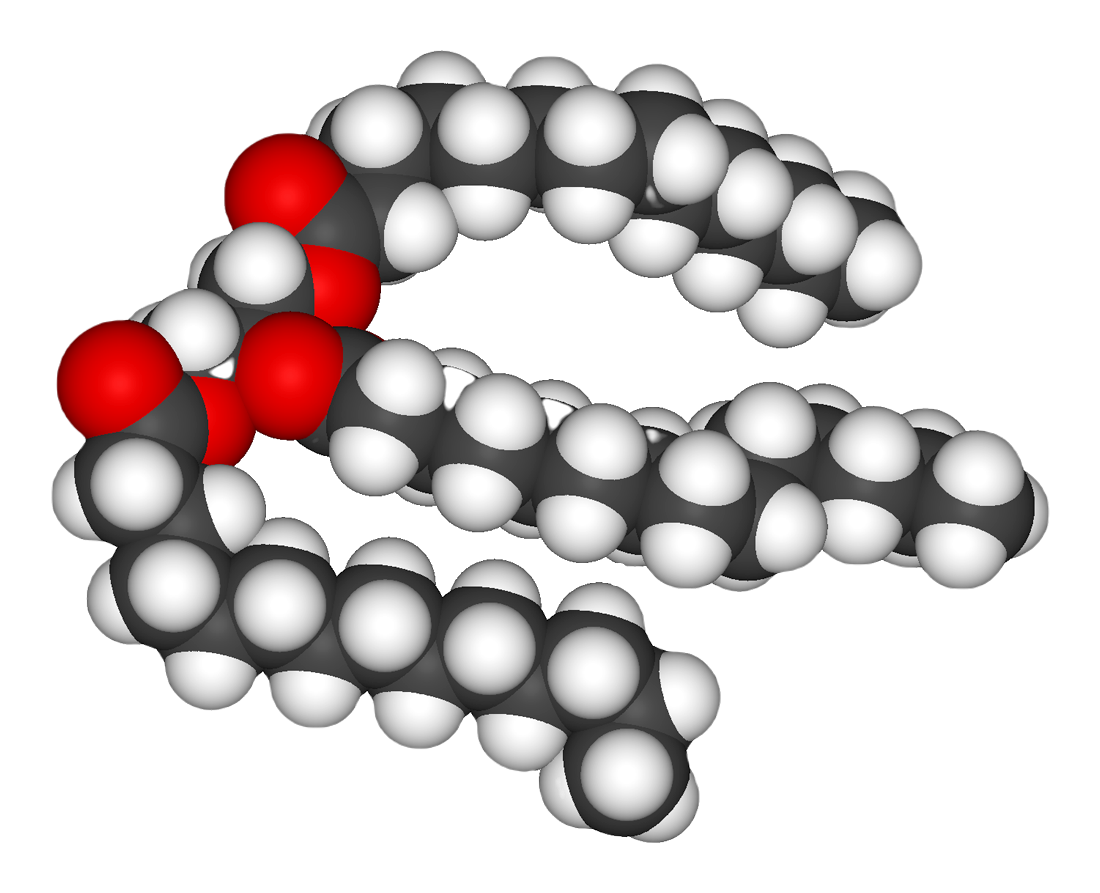
Một phân tử chất béo.

Thành phần chất béo từ các loại thực phẩm khác nhau, theo tỷ lệ phần trăm của tổng chất béo của chúng.

Trong dinh dưỡng, sinh học và hóa học, chất béo thường có nghĩa là bất kỳ este nào của axit béo, hoặc hỗn hợp của các hợp chất đó; phổ biến nhất là những vi khuẩn xảy ra trong cơ thể sống hoặc trong thực phẩm.
Thuật ngữ này thường đề cập cụ thể đến tryglyceride (ba este của glycerol), là thành phần chính của dầu thực vật và mô mỡ ở động vật và người; hoặc hẹp hơn nữa là chất béo trung tính ở thể rắn hoặc bán rắn ở nhiệt độ phòng, do đó loại trừ dầu. Thuật ngữ này cũng có thể được sử dụng rộng rãi hơn như một từ đồng nghĩa của lipid - bất kỳ chất nào có liên quan sinh học, bao gồm carbon, hydro hoặc oxy, không hòa tan trong nước nhưng hòa tan trong dung môi không phân cực. Theo nghĩa này, bên cạnh triglycerid, thuật ngữ này sẽ bao gồm một số loại hợp chất khác như mono- và diglycerid, phospholipid (chẳng hạn như lecithin), sterol (chẳng hạn như cholesterol), sáp (chẳng hạn như sáp ong
),  và chất béo tự do axit, thường có trong chế độ ăn uống của con người với một lượng nhỏ hơn.

Chất béo là một trong ba nhóm chất dinh dưỡng đa lượng chính trong chế độ ăn uống của con người, cùng với carbohydrate và protein, và các thành phần chính của các sản phẩm thực phẩm thông thường như sữa, bơ, mỡ động vật, mỡ lợn, thịt xông khói và dầu ăn. Chúng là nguồn cung cấp năng lượng chính và dày đặc cho nhiều loài động vật và đóng các chức năng cấu trúc và trao đổi chất quan trọng, ở hầu hết các sinh vật, bao gồm dự trữ năng lượng, chống thấm và cách nhiệt. Cơ thể con người có thể sản xuất chất béo cần thiết từ các thành phần thực phẩm khác, ngoại trừ một số axit béo thiết yếu phải có trong chế độ ăn. Chất béo trong chế độ ăn uống cũng là chất mang một số thành phần hương vị và hương thơm và vitamin không tan trong nước.

## Cấu trúc hóa học

Ví dụ về chất béo trung tính tự nhiên với ba axit béo khác nhau. Một axit béo bão hòa (đánh dấu màu xanh lam), một axit béo khác chứa một liên kết đôi trong chuỗi carbon (đánh dấu màu xanh lá cây). Axit béo thứ ba (một axit béo không bão hòa đa, được đánh dấu màu đỏ) chứa ba liên kết đôi trong chuỗi carbon. Tất cả các liên kết đôi carbon-carbon được hiển thị là đồng phân cis.

Các yếu tố quan trọng nhất trong cấu tạo hóa học của chất béo là các axit béo và glixerol. Công thức phân tử của chúng là (RCOO)3C3H5. Phân tử của một axit béo bao gồm một nhóm carboxyl HO(O=)C− nối với một nhóm ankyl không phân nhánh - (CH
x)
n H: cụ thể là một chuỗi các nguyên tử carbon, được nối với nhau bằng các liên kết đơn, đôi hoặc (hiếm hơn), với tất cả các liên kết tự do còn lại được lấp đầy bởi các nguyên tử hydro.
Loại chất béo phổ biến nhất, trong chế độ ăn uống của con người và hầu hết sinh vật, là chất béo trung tính, một este của ba rượu glyxerol H(–CHOH–)
3H và ba axit béo. Phân tử của chất béo trung tính có thể được mô tả là do phản ứng trùng ngưng (cụ thể là phản ứng este hóa) giữa mỗi nhóm –OH của glixerol và phần HO– của nhóm carboxyl HO(O=)C− của mỗi axit béo, tạo thành một cầu este −O−(O=)C− với sự khử phân tử nước H
2O.
Các loại chất béo khác ít phổ biến hơn bao gồm diglyceride và monoglyceride, trong đó quá trình este hóa được giới hạn ở hai hoặc chỉ một trong các nhóm –OH của glycerol. Các rượu khác, chẳng hạn như rượu cetyl (được tìm thấy trong dầu cá nhà táng), có thể thay thế glycerol. Trong các phospholipid, một trong các axit béo được thay thế bằng axit photphoric hoặc một đơn phân của chúng.

### Chuyển đổi
Hình dạng của chất béo và phân tử axit béo thường không được xác định rõ ràng. Bất kỳ hai phần nào của phân tử được nối với nhau chỉ bằng một liên kết đơn sẽ tự do quay quanh liên kết đó. Do đó, một phân tử axit béo có n liên kết đơn giản có thể bị biến dạng theo n -1 cách độc lập (đồng thời tính cả vòng quay của nhóm metyl đầu cuối).
Sự quay như vậy không thể xảy ra trên một liên kết đôi, ngoại trừ bằng cách bẻ gãy và sau đó biến đổi nó với một trong hai nửa phân tử quay 180 độ, điều này đòi hỏi phải vượt qua một rào cản năng lượng đáng kể. Do đó, một phân tử chất béo hoặc axit béo với các liên kết đôi (không bao gồm ở cuối chuỗi) có thể có nhiều đồng phân cis-trans với các đặc tính hóa học và sinh học khác nhau đáng kể. Mỗi liên kết đôi làm giảm một số bậc tự do tuân thủ. Mỗi liên kết ba buộc bốn nguyên tử carbon gần nhất nằm trên một đường thẳng, loại bỏ hai bậc tự do.
Điều này dẫn đến việc mô tả các axit béo "bão hòa" không có liên kết đôi (như axit stearic) có hình dạng "thẳng zig-zag" và những axit béo có một liên kết cis (như oleic) bị uốn cong theo hình "khuỷu tay" là hơi sai lệch. Trong khi loại thứ hai kém linh hoạt hơn một chút, cả hai đều có thể được xoắn để có hình dạng thẳng hoặc khuỷu tay tương tự. Trên thực tế, bên ngoài một số bối cảnh cụ thể như tinh thể hoặc màng hai lớp, cả hai đều có nhiều khả năng được tìm thấy trong các cấu hình biến đổi ngẫu nhiên hơn là ở một trong hai hình dạng đó.

### Ví dụ
| Axit stearic bão hòa                  | [liên kết hỏng] |
| Axít oleic không bão hòa cis -8       | [liên kết hỏng] |
| Axit elaidic không bão hòa trans -8   | [liên kết hỏng] |
| Axit vaccenic không bão hòa trans -11 | [liên kết hỏng] |

Axit stearic là một axit béo bão hòa (chỉ có liên kết đơn) được tìm thấy trong mỡ động vật và là sản phẩm dự kiến trong quá trình hydro hóa hoàn toàn.
Axit oleic có một liên kết đôi (do đó là "không bão hòa") với dạng hình học cis ở giữa chuỗi; nó chiếm 55–80% dầu ô liu.
Axit elaidic là đồng phân trans của nó; nó có thể có trong dầu thực vật đã được hydro hóa một phần, và cũng có trong chất béo của quả sầu riêng (khoảng 2%) và trong chất béo sữa (ít hơn 0,1%).
Axit vaccenic là một axit chuyển hóa khác với elaidic chỉ ở vị trí của liên kết đôi; nó cũng xuất hiện trong chất béo sữa (khoảng 1-2%).

## Danh pháp

### Tên chất béo thông thường
Chất béo thường được đặt tên theo nguồn gốc của chúng (như dầu ô liu, dầu gan cá, bơ hạt mỡ, mỡ đuôi) hoặc có tên truyền thống của riêng chúng (như bơ, mỡ lợn, bơ sữa trâu và bơ thực vật). Một số tên trong số này đề cập đến các sản phẩm có chứa một lượng đáng kể các thành phần khác ngoài chất béo thích hợp.

### Tên axit béo hóa học
Trong hóa học và hóa sinh, hàng chục axit béo bão hòa và hàng trăm axit béo không bão hòa có tên khoa học / kỹ thuật truyền thống thường được lấy cảm hứng từ chất béo nguồn của chúng (butyric, caprylic, stearic, oleic, palmitic và nervonic), nhưng đôi khi mang tên người phát hiện ra chúng (mead, osbond).
Một tryglyceride sau đó sẽ được đặt tên là một este của các axit đó, chẳng hạn như "glyceryl 1,2-dioleate 3-palmitate".

### IUPAC
Trong danh pháp hóa học chung do Liên minh Hóa học Ứng dụng và Tinh khiết Quốc tế (IUPAC) phát triển, tên khuyến nghị của một axit béo, bắt nguồn từ tên của hydrocarbon tương ứng, mô tả hoàn toàn cấu trúc của nó, bằng cách chỉ rõ số lượng cácbon và số và vị trí của các liên kết đôi. Vì vậy, ví dụ, axit oleic sẽ được gọi là "(9Z) -octadec-9-enoic axit", có nghĩa là nó có chuỗi 18 carbon ("octadec") với một carboxyl ở một đầu ("oic") và một đôi liên kết ở carbon 9 tính từ carboxyl ("9-en") và cấu hình của các liên kết đơn liền kề với liên kết đôi đó là cis ("(9Z)"). Danh pháp IUPAC cũng có thể xử lý các chuỗi phân nhánh và các dẫn xuất trong đó hydro nguyên tử bị các nhóm hóa học khác thay thế.
Sau đó, chất béo trung tính sẽ được đặt tên theo các quy tắc chung về este như, ví dụ, "propan-1,2,3-tryl 1,2-bis ((9Z) -octadec-9-enoat) 3- (hexadecanoat)".

### Mã axit béo
Ký hiệu dành riêng cho các axit béo có chuỗi không phân nhánh, chính xác như IUPAC nhưng dễ phân tích cú pháp hơn, là mã có dạng "{N}: {D} cis- {CCC} trans- {TTT}", trong đó {N} là số carbon (bao gồm cả carboxyl một), {D} là số liên kết đôi, {CCC} là danh sách các vị trí của các liên kết đôi cis và {TTT} là danh sách các vị trí của giới hạn chuyển đổi. Danh sách và nhãn bị bỏ qua nếu không có giới hạn nào thuộc loại đó.
Do đó, ví dụ, mã cho axit stearic, oleic, elaidic và axit vacxin sẽ là "18: 0", "18: 1 cis-9", "18: 1 trans-9" và "18: 1 trans- 11 ", tương ứng. Mã của axit α-oleostearic, là "(9E, 11E, 13Z) -octadeca-9,11,13-trienoic axit" trong danh pháp IUPAC, có mã "18: 3 trans-9,11 cis-13".

## Phân loại

### Theo chiều dài chuỗi
Chất béo có thể được phân loại theo độ dài của chuỗi carbon của axit béo cấu thành của chúng. Hầu hết các tính chất hóa học, chẳng hạn như điểm nóng chảy và tính axit, thay đổi dần dần theo thông số này, do đó không có sự phân chia rõ ràng. Về mặt hóa học, axit fomic (1 carbon) và axit axetic (2 carbon) có thể được xem là những axit béo ngắn nhất; thì triformin sẽ là chất béo trung tính đơn giản nhất. Tuy nhiên, thuật ngữ "axit béo" và "chất béo" thường được dành cho các hợp chất có chuỗi dài hơn đáng kể.
Một cách phân loại thường được thực hiện trong hóa sinh và dinh dưỡng là:
- Axit béo chuỗi ngắn (SCFA) với ít hơn sáu nguyên tử carbon (ví dụ: axit butyric).
- Axit béo chuỗi trung bình (MCFA) với 6 đến 12 nguyên tử carbon (ví dụ: axit capric).
- Các axit béo chuỗi dài (LCFA) với 13 đến 21 nguyên tử carbon (ví dụ: axit petroselinic).
- Axit béo chuỗi rất dài (VLCFA) với 22 nguyên tử carbon trở lên (ví dụ axit cerotic với 26)

Một phân tử tryglyceride có thể có các phần tử axit béo có độ dài khác nhau, và sản phẩm chất béo thường là hỗn hợp của nhiều chất béo trung tính khác nhau. Hầu hết các chất béo có trong thực phẩm, dù là thực vật hay động vật, đều được tạo thành từ các axit béo chuỗi có độ dài trung bình đến dài, thường có chiều dài bằng hoặc gần bằng nhau.

### Chất béo bão hòa và không bão hòa
Đối với dinh dưỡng con người, việc phân loại chất béo quan trọng dựa trên số lượng và vị trí của các liên kết đôi trong các axit béo cấu thành. Chất béo bão hòa có cấu thành phần lớn là axit béo bão hòa, không có bất kỳ liên kết đôi nào, trong khi chất béo không bão hòa chủ yếu là axit không bão hòa có liên kết đôi. (Những cái tên đề cập đến thực tế là mỗi liên kết đôi có nghĩa là ít hơn hai nguyên tử hydro trong công thức hóa học. Do đó, một axit béo no, không có liên kết đôi, có số nguyên tử hydro tối đa cho một số nguyên tử carbon nhất định - nghĩa là nó là "bão hòa" với các nguyên tử hydro.)
Các axit béo không bão hòa được phân loại thành axit béo không bão hòa đơn (MUFAs), với một liên kết đôi đơn và axit béo không bão hòa đa (PUFAs), với hai hoặc nhiều hơn các liên kết đôi.
Axit béo không bão hòa đơn
Axit béo không bão hòa đa
Chất béo tự nhiên thường chứa một số axit no và không bão hòa khác nhau, thậm chí trên cùng một phân tử. Ví dụ, trong hầu hết các loại dầu thực vật, các axit palmitic (C16: 0) và stearic (C18: 0) bão hòa dư lượng axit thường được gắn liền với vị trí 1 và 3 (sn1 và SN3) của trung tâm glycerol, trong khi vị trí giữa (SN2) thường được chiếm bởi một chất không bão hòa, chẳng hạn như axit oleic (C18: 1, ω – 9) hoặc axit linoleic (C18: 2, ω – 6).)
|  | Axit stearic (bão hòa, C18:0)                                       |
|  | Axit palmitoleic (bão hòa đơn, C16:1 cis-9, omega-7)                |
|  | Axit oleic (không bão hòa đơn, C18:1 cis-9, omega-9)                |
|  | Axit alpha-linolenic (không bão hòa đa, C18:3 cis-9,12,15, omega-3) |
|  | Axit gamma-linolenic (không bão hòa đa, C18:3 cis-6,9,12, omega-6)  |

Mặc dù các khía cạnh dinh dưỡng của axit béo không bão hòa đa thường được quan tâm nhiều nhất, nhưng các axit béo này cũng có các ứng dụng phi thực phẩm. Chúng bao gồm các loại dầu sấy khô, chẳng hạn như dầu hạt lanh, dầu hạt tùng, và dầu hạt óc chó, chúng trùng hợp khi tiếp xúc với oxy để tạo thành màng rắn và được sử dụng để làm sơn và vecni.
Chất béo bão hòa thường có nhiệt độ nóng chảy cao hơn chất béo không bão hòa có cùng khối lượng phân tử, và do đó có nhiều khả năng ở trạng thái rắn hơn ở nhiệt độ phòng. Ví dụ, mỡ động vật và mỡ lợn có hàm lượng axit béo bão hòa cao và là chất rắn. Mặt khác, dầu ô liu và dầu hạt lanh không bão hòa và ở dạng lỏng. Chất béo không bão hòa dễ bị không khí oxy hóa, khiến chúng bị ôi thiu và trở nên không ăn được.
Các liên kết đôi trong chất béo không bão hòa có thể được chuyển đổi thành liên kết đơn bằng phản ứng với hydro tác dụng bởi chất xúc tác. Quá trình này, được gọi là hydro hóa, được sử dụng để biến dầu thực vật thành chất béo thực vật rắn hoặc bán rắn như bơ thực vật, có thể thay thế cho mỡ động vật và bơ và (không giống như chất béo không bão hòa) có thể được lưu trữ vô thời hạn mà không bị ôi thiu. Tuy nhiên, quá trình hydro hóa một phần cũng tạo ra một số axit chuyển hóa không mong muốn từ axit cis.
Trong quá trình chuyển hóa tế bào, các phân tử chất béo không bão hòa mang lại ít năng lượng hơn một chút (ít calo hơn) so với một lượng chất béo bão hòa tương đương. Nhiệt lượng sinh ra khi đốt cháy của este axit béo 18 carbon no, đơn liên kết đôi, 2 và 3 liên kết đôi không no lần lượt được đo là 2859, 2828, 2794 và 2750 kcal/mol; hoặc, trên cơ sở trọng lượng, 10,75, 10,71, 10,66 và 10,58 kcal/g - giảm khoảng 0,6% cho mỗi liên kết đôi được thêm vào.
Mức độ không bão hòa trong axit béo càng lớn (nghĩa là càng nhiều liên kết đôi trong axit béo) thì càng dễ bị peroxy hóa lipid (ôi thiu). Chất chống oxy hóa có thể bảo vệ chất béo không bão hòa khỏi quá trình peroxy hóa lipid.

### Chất béo cis và trans
Một phân loại quan trọng khác của axit béo không no là đồng phân cis - trans, sự sắp xếp không gian của các liên kết đơn C – C liền kề với các liên kết đôi. Hầu hết các axit béo không no có trong tự nhiên đều có các liên kết đó ở cấu hình cis ("cùng phía"). Sự hydro hóa một phần chất béo cis có thể biến một số axit béo của chúng thành dạng trans ("đối diện").
Axit elaidic là đồng phân trans của axit oleic, một trong những axit béo phổ biến nhất trong chế độ ăn uống của con người. Sự thay đổi cấu hình đơn trong một liên kết đôi khiến chúng có các tính chất vật lý và hóa học khác nhau. Axit elaidic có nhiệt độ nóng chảy cao hơn nhiều so với axit oleic, 45°C thay vì 13,4 °C. Sự khác biệt này thường được cho là do khả năng được cho là của các phân tử chuyển hóa đã đóng gói phân tử chặt chẽ hơn, tạo thành một chất rắn khó phá vỡ hơn.

### Số omega
Một cách phân loại khác xem xét vị trí của các liên kết đôi so với phần cuối của chuỗi (đối diện với nhóm carboxyl). Vị trí được ký hiệu là "ω− k " hoặc "n− k ", nghĩa là có một liên kết đôi giữa các carbon k và k +1 được tính từ 1 ở cuối đó. Ví dụ, axit alpha-linolenic là axit "ω − 3" hoặc "n − 3", có nghĩa là có một liên kết đôi giữa nguyên tử carbon thứ ba và thứ tư, được tính từ đầu đó; nghĩa là, công thức cấu tạo của nó kết thúc bằng –CH = CH– CH
2 - CH
3.

#### Ví dụ về axit béo bão hòa
Một số ví dụ phổ biến về axit béo:
- Axit butyric với 4 nguyên tử carbon (có trong bơ)
- Axit lauric với 12 nguyên tử carbon (có trong dầu dừa, dầu hạt cọ và sữa mẹ)
- Axit myristic với 14 nguyên tử carbon (chứa trong sữa bò và các sản phẩm sữa)
- Axit palmitic với 16 nguyên tử carbon (có trong dầu cọ và thịt)
- Axit stearic với 18 nguyên tử carbon (cũng có trong thịt và bơ ca cao)

#### Ví dụ về axit béo không bão hòa
- Axit myristoleic C14: 1, ω − 5, axit cis -9-tetradecenoic
- Axit saponic C16: 1 ω − 10, axit cis -6-hexadecenoic
- Axit palmitoleic C16: 1, ω − 7, axit cis -9-hexadecenoic
- Axit oleic C18: 1 ω − 9, axit cis -9-octadecenoic
- Axit petroselinic C18: 1 ω − 12, axit cis -Octadec-6-enoic
- cis -Axit axetic, C18: 1 ω − 7), axit cis -11-octadecenoic
- Axit Vaccenic C18: 1 ω − 7, axit trans -11-octadecenoic
- Axit elaidic 18: 1 ω − 9, axit trans -9-octadecenoic (axit trans -oleic)
- Axit linoleic
- Axit linolenic
- Axit paullinic C20: 1 ω − 7, axit cis -13-eicosenoic
- Axit gadoleic C20: 1 ω − 11, axit cis -9-icosenoic
- Axit gondoic 20: 1 ω − 9, axit cis -11-eicosenoic
- Axit erucic C22: 1 ω − 9, axit cis -15-tetracosenoic
- Axit brassidic C22: 1 ω − 9, axit trans -15-tetracosenoic
- Axit nervonic C24: 1 ω − 9, | axit cis -15-tetracosenoic
- Axit arachidonic

## Tầm quan trọng trong sinh học
Ở người và nhiều loài động vật, chất béo vừa đóng vai trò là nguồn năng lượng vừa là nguồn dự trữ năng lượng dư quá mức năng lượng cơ thể cần ngay lập tức. Mỗi gam chất béo khi được đốt cháy hoặc chuyển hóa sẽ giải phóng khoảng 9 calo thức ăn (37 kJ = 8,8 kcal).
Chất béo cũng là nguồn cung cấp axit béo thiết yếu, một yêu cầu quan trọng trong chế độ ăn uống. Vitamin A, D, E và K hòa tan trong chất béo, có nghĩa là chúng chỉ có thể được tiêu hóa, hấp thụ và vận chuyển cùng với chất béo.
Chất béo đóng một vai trò quan trọng trong việc duy trì làn da và mái tóc khỏe mạnh, cách nhiệt các cơ quan trong cơ thể chống sốc, duy trì nhiệt độ cơ thể và thúc đẩy chức năng tế bào khỏe mạnh. Chất béo cũng đóng vai trò như một chất đệm hữu ích chống lại một loạt bệnh. Khi một chất cụ thể, cho dù là hóa học hay sinh học, đạt đến mức không an toàn trong máu, cơ thể có thể pha loãng hiệu quả — hoặc ít nhất là duy trì trạng thái cân bằng — các chất vi phạm bằng cách lưu trữ nó trong mô mỡ mới. Điều này giúp bảo vệ các cơ quan quan trọng, cho đến khi các chất vi phạm có thể được chuyển hóa hoặc loại bỏ khỏi cơ thể bằng các phương tiện như bài tiết, tiểu tiện, đi tiểu ra máu, bài tiết bã nhờn và mọc tóc.

### Mô mỡ

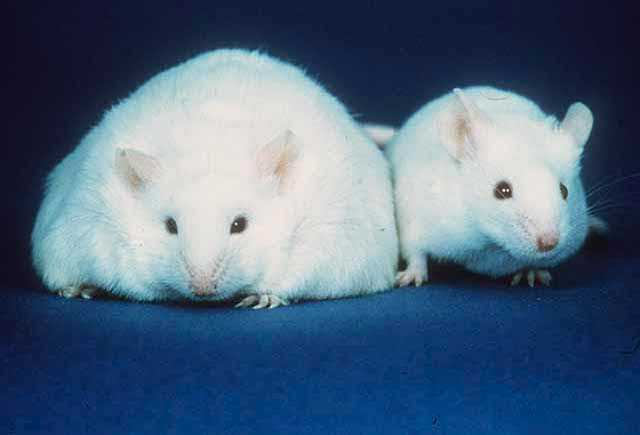
Con chuột béo phì bên trái có kho mô mỡ lớn. Để so sánh, một con chuột có lượng mô mỡ bình thường được hiển thị ở bên phải.

Ở động vật, mô mỡ là phương tiện cơ thể lưu trữ năng lượng trao đổi chất trong thời gian dài. Tế bào mỡ (tế bào mỡ) lưu trữ chất béo có nguồn gốc từ chế độ ăn uống và từ quá trình chuyển hóa của gan. Dưới áp lực năng lượng, các tế bào này có thể phân hủy chất béo dự trữ của chúng để cung cấp axit béo và cả glycerol cho hệ tuần hoàn. Các hoạt động trao đổi chất này được điều chỉnh bởi một số hormone (ví dụ: insulin, glucagon và epinephrine). Mô mỡ cũng tiết ra hormone leptin.
Vị trí của mô xác định cấu trúc trao đổi chất của nó: mỡ nội tạng nằm trong thành bụng (tức là bên dưới thành cơ bụng) trong khi mỡ dưới da nằm bên dưới da (và bao gồm mỡ nằm ở vùng bụng bên dưới da nhưng ở trên thành cơ bụng). Mỡ nội tạng gần đây đã được phát hiện là một chất sản xuất đáng kể các chất hóa học truyền tín hiệu (tức là các hormone), trong đó một số chất có liên quan đến các phản ứng mô viêm. Một trong số đó là resistin có liên quan đến béo phì, kháng insulin và bệnh tiểu đường loại 2. Kết quả thứ hai này hiện đang gây tranh cãi, và đã có những nghiên cứu có uy tín ủng hộ cả hai bên về vấn đề này.

## Sản xuất và chế biến
Một loạt các kỹ thuật hóa học và vật lý được sử dụng để sản xuất và chế biến chất béo, cả trong công nghiệp và trong các cơ sở nhỏ hoặc gia đình. Chúng bao gồm:
- Ép để chiết xuất chất béo lỏng từ trái cây, hạt hoặc tảo, ví dụ như dầu ô liu từ ô liu;
- Chiết xuất dung môi bằng cách sử dụng các dung môi như hexan hoặc carbon dioxide siêu tới hạn.
- Tái chế phụ phẩm từ động vật, làm tan chảy của chất béo trong mô mỡ, ví dụ như để sản xuất mỡ động vật, mỡ lợn, dầu cá và dầu cá voi.
- Ngưng tụ sữa để sản xuất bơ.
- Hydro hóa để giảm mức độ không bão hòa của các axit béo.
- Sắp xếp lại các axit béo trên các chất béo trung tính khác nhau.
- Đông đặc để loại bỏ các thành phần dầu có điểm nóng chảy cao hơn.
- Tinh lọc bơ.

## Dinh dưỡng và sức khỏe
Lợi ích và rủi ro của các lượng và loại chất béo khác nhau trong chế độ ăn đã là đối tượng của nhiều nghiên cứu, và vẫn còn là chủ đề gây tranh cãi.

### Axit béo thiết yếu
Có hai axit béo thiết yếu (EFAs) trong dinh dưỡng của con người: axit alpha-linolenic (một axit béo omega-3) và axit linoleic (một axit béo omega-6).   Các chất béo khác cần thiết cho cơ thể có thể được tổng hợp từ hai chất béo này và các chất béo khác.

### Chất béo bão hòa và chất béo không bão hòa
Các loại thực phẩm khác nhau chứa lượng chất béo khác nhau với tỷ lệ axit béo bão hòa và không bão hòa khác nhau. Một số sản phẩm động vật, như thịt bò và các sản phẩm từ sữa được làm bằng sữa nguyên chất hoặc sữa đã giảm chất béo như sữa chua, kem lạnh, pho mát và bơ có hầu hết là axit béo bão hòa (và một số có hàm lượng cholesterol đáng kể trong chế độ ăn). Các sản phẩm động vật khác, như thịt lợn, thịt gia cầm, trứng và hải sản chủ yếu có chất béo không bão hòa. Các loại đồ ăn công nghiệp hóa cũng có thể sử dụng chất béo có hàm lượng chất béo không bão hòa cao, đặc biệt là những loại có chứa dầu hydro hóa một phần, và thực phẩm chế biến được chiên ngập trong dầu hydro hóa có hàm lượng chất béo bão hòa cao.
Thực vật và dầu cá nói chung chứa một tỷ lệ axit không bão hòa cao hơn, mặc dù có những ngoại lệ như dầu dừa và dầu hạt cọ.   Thực phẩm chứa chất béo không bão hòa bao gồm bơ, các loại hạt, dầu ô liu và dầu thực vật như dầu hạt cải.
| Thực phẩm thiết yếu                    | Ngô (bắp)[A] | Gạo trắng[B] | Lúa mì[C] | Khoai tây[D] | Sắn (khoai mì)[E] | Đậu tương (đậu nành), xanh[F] | Khoai lang[G] | Khoai từ[Y] | Cao lương[H] | Chuối nấu ăn[Z] | RDA          |
| -------------------------------------- | ------------ | ------------ | --------- | ------------ | ----------------- | ----------------------------- | ------------- | ----------- | ------------ | --------------- | ------------ |
| Hàm lượng nước (%)                     | 10           | 12           | 13        | 79           | 60                | 68                            | 77            | 70          | 9            | 65              |              |
| Số gam tươi trên 100 g trọng lượng khô | 111          | 114          | 115       | 476          | 250               | 313                           | 435           | 333         | 110          | 286             |              |
| Dinh dưỡng                             |              |              |           |              |                   |                               |               |             |              |                 |              |
| Năng lượng (kJ)                        | 1698         | 1736         | 1574      | 1533         | 1675              | 1922                          | 1565          | 1647        | 1559         | 1460            | 8,368–10,460 |
| Protein (g)                            | 10.4         | 8.1          | 14.5      | 9.5          | 3.5               | 40.6                          | 7.0           | 5.0         | 12.4         | 3.7             | 50           |
| Chất béo (g)                           | 5.3          | 0.8          | 1.8       | 0.4          | 0.7               | 21.6                          | 0.2           | 0.6         | 3.6          | 1.1             | 44–77        |
| Carbohydrat (g)                        | 82           | 91           | 82        | 81           | 95                | 34                            | 87            | 93          | 82           | 91              | 130          |
| Chất xơ (g)                            | 8.1          | 1.5          | 14.0      | 10.5         | 4.5               | 13.1                          | 13.0          | 13.7        | 6.9          | 6.6             | 30           |
| Đường (g)                              | 0.7          | 0.1          | 0.5       | 3.7          | 4.3               | 0.0                           | 18.2          | 1.7         | 0.0          | 42.9            | tối thiểu    |
| Khoáng chất                            | [A]          | [B]          | [C]       | [D]          | [E]               | [F]                           | [G]           | [Y]         | [H]          | [Z]             | RDA          |
| Calci (mg)                             | 8            | 32           | 33        | 57           | 40                | 616                           | 130           | 57          | 31           | 9               | 1,000        |
| Sắt (mg)                               | 3.01         | 0.91         | 3.67      | 3.71         | 0.68              | 11.09                         | 2.65          | 1.80        | 4.84         | 1.71            | 8            |
| Magnesi (mg)                           | 141          | 28           | 145       | 110          | 53                | 203                           | 109           | 70          | 0            | 106             | 400          |
| Phosphor (mg)                          | 233          | 131          | 331       | 271          | 68                | 606                           | 204           | 183         | 315          | 97              | 700          |
| Kali (mg)                              | 319          | 131          | 417       | 2005         | 678               | 1938                          | 1465          | 2720        | 385          | 1426            | 4700         |
| Natri (mg)                             | 39           | 6            | 2         | 29           | 35                | 47                            | 239           | 30          | 7            | 11              | 1,500        |
| Kẽm (mg)                               | 2.46         | 1.24         | 3.05      | 1.38         | 0.85              | 3.09                          | 1.30          | 0.80        | 0.00         | 0.40            | 11           |
| Đồng (mg)                              | 0.34         | 0.25         | 0.49      | 0.52         | 0.25              | 0.41                          | 0.65          | 0.60        | -            | 0.23            | 0.9          |
| Mangan (mg)                            | 0.54         | 1.24         | 4.59      | 0.71         | 0.95              | 1.72                          | 1.13          | 1.33        | -            | -               | 2.3          |
| Seleni (μg)                            | 17.2         | 17.2         | 81.3      | 1.4          | 1.8               | 4.7                           | 2.6           | 2.3         | 0.0          | 4.3             | 55           |
| Vitamin                                | [A]          | [B]          | [C]       | [D]          | [E]               | [F]                           | [G]           | [Y]         | [H]          | [Z]             | RDA          |
| Vitamin C (mg)                         | 0.0          | 0.0          | 0.0       | 93.8         | 51.5              | 90.6                          | 10.4          | 57.0        | 0.0          | 52.6            | 90           |
| Thiamin (B1) (mg)                      | 0.43         | 0.08         | 0.34      | 0.38         | 0.23              | 1.38                          | 0.35          | 0.37        | 0.26         | 0.14            | 1.2          |
| Riboflavin (B2) (mg)                   | 0.22         | 0.06         | 0.14      | 0.14         | 0.13              | 0.56                          | 0.26          | 0.10        | 0.15         | 0.14            | 1.3          |
| Niacin (B3) (mg)                       | 4.03         | 1.82         | 6.28      | 5.00         | 2.13              | 5.16                          | 2.43          | 1.83        | 3.22         | 1.97            | 16           |
| Acid pantothenic (B5) (mg)             | 0.47         | 1.15         | 1.09      | 1.43         | 0.28              | 0.47                          | 3.48          | 1.03        | -            | 0.74            | 5            |
| Vitamin B6 (mg)                        | 0.69         | 0.18         | 0.34      | 1.43         | 0.23              | 0.22                          | 0.91          | 0.97        | -            | 0.86            | 1.3          |
| Tổng số Folate (B9) (μg)               | 21           | 9            | 44        | 76           | 68                | 516                           | 48            | 77          | 0            | 63              | 400          |
| Vitamin A (IU)                         | 238          | 0            | 10        | 10           | 33                | 563                           | 4178          | 460         | 0            | 3220            | 5000         |
| Vitamin E, alpha-tocopherol (mg)       | 0.54         | 0.13         | 1.16      | 0.05         | 0.48              | 0.00                          | 1.13          | 1.30        | 0.00         | 0.40            | 15           |
| Vitamin K1 (μg)                        | 0.3          | 0.1          | 2.2       | 9.0          | 4.8               | 0.0                           | 7.8           | 8.7         | 0.0          | 2.0             | 120          |
| Beta-carotene (μg)                     | 108          | 0            | 6         | 5            | 20                | 0                             | 36996         | 277         | 0            | 1306            | 10500        |
| Lutein+zeaxanthin (μg)                 | 1506         | 0            | 253       | 38           | 0                 | 0                             | 0             | 0           | 0            | 86              | 6000         |
| Chất béo                               | [A]          | [B]          | [C]       | [D]          | [E]               | [F]                           | [G]           | [Y]         | [H]          | [Z]             | RDA          |
| Acid béo bão hòa (g)                   | 0.74         | 0.20         | 0.30      | 0.14         | 0.18              | 2.47                          | 0.09          | 0.13        | 0.51         | 0.40            | tối thiểu    |
| Acid béo không bão hòa đơn (g)         | 1.39         | 0.24         | 0.23      | 0.00         | 0.20              | 4.00                          | 0.00          | 0.03        | 1.09         | 0.09            | 22–55        |
| Acid béo không bão hòa đa (g)          | 2.40         | 0.20         | 0.72      | 0.19         | 0.13              | 10.00                         | 0.04          | 0.27        | 1.51         | 0.20            | 13–19        |
|                                        | [A]          | [B]          | [C]       | [D]          | [E]               | [F]                           | [G]           | [Y]         | [H]          | [Z]             | RDA          |

A  ngô vàng, tươi

B  gạo trắng hạt dài, tươi, chưa làm sạch

C  lúa mì mùa đông, hạt đỏ, cứng, tươi

D  khoai tây tươi, còn vỏ

E  sắn tươi

F  đậu tương xanh tươi

G  khoai lang tươi

H  cao lương tươi

Y  khoai từ tươi

Z  chuối nấu ăn, tươi

/*  không chính thức

## Tính chất hóa học

### Phản ứng thủy phân
- Thủy phân trong môi trường axit: Khi đun nóng chất béo với nước, có axit xúc tác, chất béo tác dụng với nước tạo ra các axit béo và glixerol.

{\displaystyle (RCOO)_{3}C_{3}H_{5}+3H_{2}O\rightleftharpoons 3RCOOH+C_{3}H_{5}(OH)_{3}}
- Thủy phân trong môi trường kiềm: Khi đun chất béo với dung dịch kiềm, chất béo cũng bị thủy phân sinh ra muối của các axit béo và glixerol.

{\displaystyle (RCOO)_{3}C_{3}H_{5}+3NaOH{\xrightarrow[{}]{\ t^{0}\ }}3RCOONa+C_{3}H_{5}(OH)_{3}}
Hỗn hợp muối béo là thành phần chính của xà phòng, vì vậy phản ứng thủy phân của chất béo trong môi trường kiềm còn gọi là phản ứng xà phòng hóa.

### Phản ứng cộng H2của chất béo lỏng
{\displaystyle (C_{17}H_{33}COO)_{3}C_{3}H_{5}+3H_{2}{\xrightarrow[{175-190^{0}C}]{Ni}}(C_{17}H_{35}COO)_{3}C_{3}H_{5}}
Triolein (lỏng)                                 (rắn)